# Ōtani Kōshō
Le comte Ōtani Kōshō (大谷 光照) ; 1911 - 14 juin 2002) est un religieux bouddhiste japonais, 23e patriarche du Jōdo-Shinshū Honganji-ha, une branche du bouddhisme Jōdo shinshū, à Kyoto. Ōtani et Volker Zotz ont fondé la fondation Kōmyōji en 1994 à Vienne (Autriche) qui cherche à renforcer la coopération entre les religions.
En 1954, il rencontra le bouddhiste allemand Harry Pieper, qui devint son disciple, et introduisit la pratique du Jôdo Shinshû sur le continent.